# Hong Jeong-ho
Hong Jeong-ho (en hangul: 홍정호; en hanja: 洪正好; pronunciación en coreano: /hoŋ.dʑʌŋ.ɦo/ o /hoŋ/ /tɕʌŋ.ɦo/; Jeju, Corea del Sur, 12 de agosto de 1989) es un futbolista surcoreano. Juega como defensa en el Jeonbuk Hyundai de la K League 1 de Corea del Sur.
Su hermano Hong Jeong-nam también es futbolista.

## Selección nacional
Ha sido internacional con la selección de fútbol de Corea del Sur en 42 ocasiones y ha convertido 2 goles.

### Participaciones en Copas del Mundo
| Mundial                               | Sede   | Resultado        | Partidos | Goles |
| ------------------------------------- | ------ | ---------------- | -------- | ----- |
| Copa Mundial de Fútbol Sub-20 de 2009 | Egipto | Cuartos de final | 5        | 0     |
| Copa Mundial de Fútbol de 2014        | Brasil | Fase de grupos   | 3        | 0     |

### Participaciones en Copas Asiáticas
| Copa                                | Sede           | Resultado     | Partidos | Goles |
| ----------------------------------- | -------------- | ------------- | -------- | ----- |
| Campeonato Sub-19 de la AFC de 2008 | Arabia Saudita | Semifinales   | ?        | 0     |
| Copa Asiática 2011                  | Catar          | Tercer puesto | 3        | 0     |

## Clubes
| Club                     | País          | Año       |
| ------------------------ | ------------- | --------- |
| Jeju United              | Corea del Sur | 2010-2013 |
| Augsburgo                | Alemania      | 2013-2016 |
| Jiangsu Suning           | China         | 2016-2019 |
| Jeonbuk Hyundai (cedido) | Corea del Sur | 2018-2019 |
| Jeonbuk Hyundai          | Corea del Sur | 2020-     |

## Palmarés

### Campeonatos nacionales
| Título                | Club            | País          | Año  |
| --------------------- | --------------- | ------------- | ---- |
| K League 1            | Jeonbuk Hyundai | Corea del Sur | 2018 |
| K League 1            | Jeonbuk Hyundai | Corea del Sur | 2019 |
| K League 1            | Jeonbuk Hyundai | Corea del Sur | 2020 |
| Copa de Corea del Sur | Jeonbuk Hyundai | Corea del Sur | 2020 |
| K League 1            | Jeonbuk Hyundai | Corea del Sur | 2021 |
| Copa de Corea del Sur | Jeonbuk Hyundai | Corea del Sur | 2022 |

### Distinciones individuales
| Distinción                          | Año  |
| ----------------------------------- | ---- |
| Parte del once ideal de la K League | 2010 |
| Parte del once ideal de la K League | 2019 |
| Parte del once ideal de la K League | 2020 |